# Ciudad Sandino

Situation de Ciudad sandino dans le département de Managua

Ciudad Sandino est une municipalité située dans le département de Managua au Nicaragua, fondée en 1969. En 2008, Ciudad Sandino a une population estimée à 82 997 habitants. Ciudad Sandino est situé à 12,5 km à l'ouest de la ville de Managua, la capitale du pays.
Les premiers établissements remontent à 1969 lorsqu'un cyclone tropical produisit une montée des eaux du lac de Managua dévastant les quartiers riverains. Un projet gouvernemental désigné sous le terme de Organización Permanente de Emergencia Nacional visait à déplacer les populations touchées dans un lieu plus sûr. En 1979, à la chute de Anastasio Somoza Debayle, l'agglomération naissance pris le nom de Ciudad Sandino.
En octobre 1998, à la suite de l'ouragan Mitch, le lac de Managua inonda de nouveaux quartiers de Managua donnant un nouvel essor à la ville nouvelle.